# Всеядная неделя
Всея́дная неде́ля — у православных славян неделя, которая начинается за три недели до начала Великого поста, когда можно есть скоромную пищу ежедневно, не соблюдая постов по средам и пятницам. Эта неделя и следующая за ней Масленица (Сырная седмица) посвящены подготовке к Великому посту.

## Другие названия
рус. Сплошная, Фарисе́ева седмица, Середная неделя, Общая (сев.-рус.); бел. Усяядны тыдзень; полес. Всеедная неделя, Всеедница, Всередная неделя, Всередница, Середный тыждень, Сплошная неделя, Всерадная неделя; укр. Всеїдний тиждень; болг. Редовна недел'а, Рушната неделя.

## Традиции
Неделя называется «всеядной» или «сплошной», поскольку церковь разрешает употребление скоромной пищи в течение всей недели, даже в среду и пятницу — традиционно постные дни — в посрамление фарисея, постившегося два раза в неделю (Притча о мытаре и фарисее). Эта неделя — предпоследняя, когда ещё можно есть мясное, поэтому разрешалось съедать сала и мяса больше обычного.
Болгары называли эту неделю «Рушната неделя», в связи с нарушением поста или «Редовна недел'а», то есть «одинаковая», когда скоромную пищу можно принимать ежедневно. Ей противопоставлялась следующая за ней Рябая, или Пёстрая неделя, когда постные и скоромные дни перемежались и принято было поститься в среду и пятницу.
Смоленские белорусы считали, если метель была в воскресенье, то овёс необходимо сеять на девятой неделе от этого дня; если в понедельник, то на восьмой неделе; а если на протяжении всей недели была снежная метель, то овёс надо сеять очень рано. О метелях вначале этой недели белорусы говорили: «Это Всеядная в гости едет!» (бел. Ета Усяядная ў госцi едзе!), а в конце — «Это из гостей Всеядная едет!» (бел. Ета з госцей Усяядная едзе!).

## Поговорки и приметы
- Если на всеядной неделе с крыши свисают длинные ледяные сосульки — «пчела медовая будет» (укр. Якщо на всеїдному тижні зі стріхи висять довгі льодові бурульки, «бджола мідна буде»)[8].
- Если на этой неделе курица напьётся воды из лужи, — жди тёплой, погожей весны (укр. Якщо на цьому тижні курка нап'ється води з калюжі, — чекай теплої, погідної весни)[8].
- Какова всеядная (погодой), такова и масляна[9].
- Повздорила пёстрая со всеядною (неделей)[9].